# Formel-E-Rennstrecke Sanya
Die Formel-E-Rennstrecke Sanya ist ein temporärer Stadtkurs für Rennen der FIA-Formel-E-Meisterschaft in Sanya mit einer Länge von 2,236 km. Am 23. März 2019 fand im Rahmen der Saison 2018/19 der bislang einzige Sanya E-Prix auf dieser Strecke statt. Im Rahmenprogramm startete die Jaguar I-Pace eTrophy.

## Geschichte
Im Juli 2018 kündigte die FIA-Formel-E-Meisterschaft die Durchführung des ersten Sanya E-Prix für den März 2019 an. Im November 2018 veröffentlichten die Veranstalter eine Streckenskizze, eine offizielle Vorstellung des Kurses, wie sie sonst üblich ist, gab es nicht.
Die in den Folgejahren geplanten Rennen in Sanya fielen den Veranstaltungsbeschränkungen in Folge der COVID-19-Pandemie zum Opfer.

## Streckenbeschreibung
Der Kurs liegt in dem im Süden der Insel Hainan gelegenen Badeort Haitang Bay, der zum östlichen Stadtbezirk Haitang zählt. Die Strecke führt über öffentliche Straßen in unmittelbarer Nähe des Atlantis Sanya. Der relativ einfache, im Uhrzeigersinn verlaufende Straßenkurs bestand aus nur elf Kurven und zwei langen Geraden, die in den letzten zwei Dritteln der Runde durch eine Haarnadelkurve getrennt waren. Beide Geraden führten über eine Brücke, während der Boxen- und Fahrerlagerbereich auf einem Parkplatz zwischen zwei Resort-Hotels errichtet wurde. Die Aktivierungszone für den Attack-Mode befand sich auf der Außenseite von Kurve drei.
Im Vorfeld der Runde wurde der Asphalt in den ersten Streckenabschnitten in Anbetracht der zu erwartenden Temperaturen basierend auf den Erfahrungen beim vorangegangenen Rennen in Chile mit einer modifizierten Mischung neu verlegt.